# Janet Royall
Janet Anne Royall, Baroness Royall of Blaisdon (Gloucester, 20 augustus 1955) is een Britse politica van de Labour-partij en de principal van Somerville College van de Universiteit van Oxford. Sinds 2004 is zij lid van het Hogerhuis (House of Lords).

## Jonge jaren
Royall groeide op in Hucclecote en Newnham on Severn in Gloucestershire, waar haar ouders een winkel hadden. Zij genoot haar middelbaar onderwijs aan de Royal Forest of Dean Grammar School in Coleford en studeerde in 1977 af op Spaans en Frans aan Westfield College van de Universiteit van Londen.

## Carrière
Royall was adviseur van Neil Kinnock, leider van de Labour-partij in de jaren 80. In 2003 werd zij hoofd van de afdeling van de Europese Commissie in Wales.
In 2008 werd zij door Gordon Brown in het kabinet geplaatst, waarbij zij naast voorzitter van het Hogerhuis ook tot Lord President of the Council werd benoemd. Daarbij was Royall dat jaar Government Chief Whip in the House of Lords en Captain of the Honourable Corps of Gentlemen-at-Arms. In 2009 werd zij als Lord President opgevolgd door Peter Mandelson en werd ze benoemd tot kanselier van het Hertogdom Lancaster. In 2010 stopte Royall als kanselier en werd zij voor vijf jaar schaduwvoorzitter van het Hogerhuis.
In februari 2017 maakte Somerville College bekend dat Royall in augustus van dat jaar Alice Prochaska zou opvolgen als principal.
In 2024 was ze een van de vijf kandidaten in de tweede ronde voor de verkiezingen voor de Chancellor van de Universiteit van Oxford, die werd gewonnen door William Hague.